# О преступном посольстве (Демосфен)
«О преступном посольстве» — речь древнегреческого оратора Демосфена, сохранившаяся в составе «демосфеновского корпуса» под номером XIX. Была произнесена в афинском Народном собрании в 343 году до н. э. и направлена против Эсхина.

## Исторический контекст и содержание
В 346 году до н. э. афинский оратор Эсхин, глава промакедонской «партии» и политический противник Демосфена, в качестве посла участвовал в заключении Филократова мира с царём Македонии Филиппом II. Этот договор был невыгоден для Афин, но Народное собрание всё же одобрило его. Однако Филипп под разными предлогами откладывал принесение присяги, а тем временем продолжал завоевание афинских владений во Фракии. Позже он вторгся в Среднюю Грецию, где разбил фокидян (союзников Афин). В связи с этим возникло подозрение, что послы знали о намерениях царя и специально вводили афинян в заблуждение своими докладами. Главы посольства, Эсхин и Филократ, были привлечены к суду Тимархом и Гиперидом соответственно.